# Hugo Rafael Soto
Hugo Rafael Soto (* 16. August 1967 in San Fernando del Valle de Catamarca, Argentinien) ist ein ehemaliger argentinischer Boxer im Fliegengewicht.

## Profikarriere
Im Jahre 1988 begann er erfolgreich seine Profikarriere. Am 29. Mai 1998 boxte er gegen José Bonilla um die WBA-Weltmeisterschaft und gewann durch geteilte Punktrichterentscheidung. Diesen Gürtel verlor er allerdings bereits in seiner ersten Titelverteidigung an Leo Gámez im März des darauffolgenden Jahres durch Knockout. 
Im Jahre 2004 beendete er seine Karriere.